# ألان بوند
ألان بوند (بالإنجليزية: Alan Bond)‏ هو شخصية أعمال ورائد أعمال أسترالي، ولد في 22 أبريل 1938 في هامرسميث في المملكة المتحدة، وتوفي في 5 يونيو 2015 في برث في أستراليا.

## وصلات خارجية
- ألان بوند على موقع مونزينجر (الألمانية)